# Sepp Kaiser
Sepp Kaiser (* 22. November 1872 in Stans; † 25. September 1936 in Berlin) war ein Schweizer Architekt.

## Leben
Sepp Kaiser erhielt seine Ausbildung wie bereits sein Vater, der Kunstmaler Karl Georg Kaiser, in Karlsruhe. Nach dem Studium an der TH von 1891 bis 1897 war er in Karlsruhe und auch kurz in München tätig. 1902 übersiedelte er nach Berlin
und arbeitete für die Hochbahngesellschaft sowie als selbständiger Architekt. Er wurde Mitglied der Künstlervereinigung Werkring und später des Deutschen Werkbundes. Ab 1911 war er zudem Dozent für Projektion und Perspektive an der Unterrichtsanstalt des Kunstgewerbemuseums (später: Vereinigte Staatsschulen für Freie und Angewandte Kunst). 1933 entließen ihn die Nationalsozialisten, worauf er auch die Leitung seines Büros an den Schwiegersohn Karl Fezer (1900–1984) übergab, aber bis zu seinem Tod dort weiterarbeitete. Seine umfangreichste Werkgruppe sind rund 20 Geschäftshäuser für die Firma C&A Brenninkmeyer, deren Hausarchitekt er seit ihrer Expansion nach Deutschland im Jahr 1911 war.
1947 nahm Kaisers letzter Bürochef Ernst August Gärtner in Essen die Arbeit für C&A wieder auf (heute: Nattler Architekten, Essen).

## Werk

### Wohnbauten (Auswahl)
- Villa Dr. Andresen, Luzern-Dreilinden (1902–1905)[1]
- Villa Dr. Andresen, Frauenstraße 6, Berlin-Lichterfelde (1906)[2]
- Villa Rechtsanwalt Wentzel, Margaretenstraße 9, Berlin-Zehlendorf (1915)[3]
- Villa Wittig, Knausstraße 4, Berlin-Grunewald (1915)
- Villa Dir. Poppo, Dessauer Straße 16, Berlin-Zehlendorf (1916)[4]
- Villa Dir. Berthold, Berlin-Wilmersdorf
- Siedlung Brenninkmeyer, Teltow (1930–1931, nur zum Teil realisiert)
- Mehrere Neu- und Umbauten von Villen für die Familien Brenninkmeyer in Berlin (Lichterfelde, Wilmersdorf, Südende, Steglitz, Zehlendorf), Mettingen und Westerkappeln

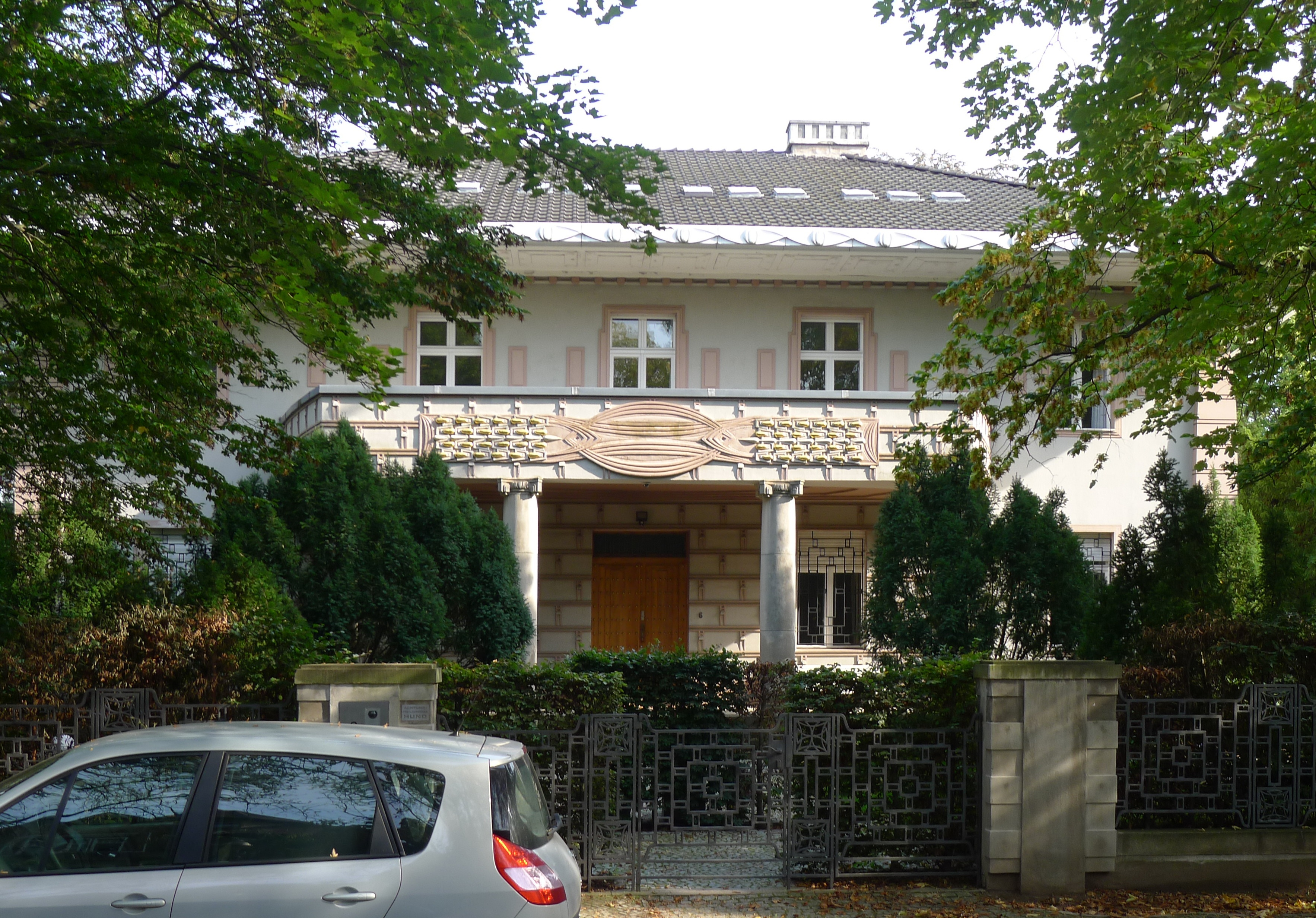
Villa Andresen, Berlin-Lichterfelde, 1906
Landhausentwurf, um 1910
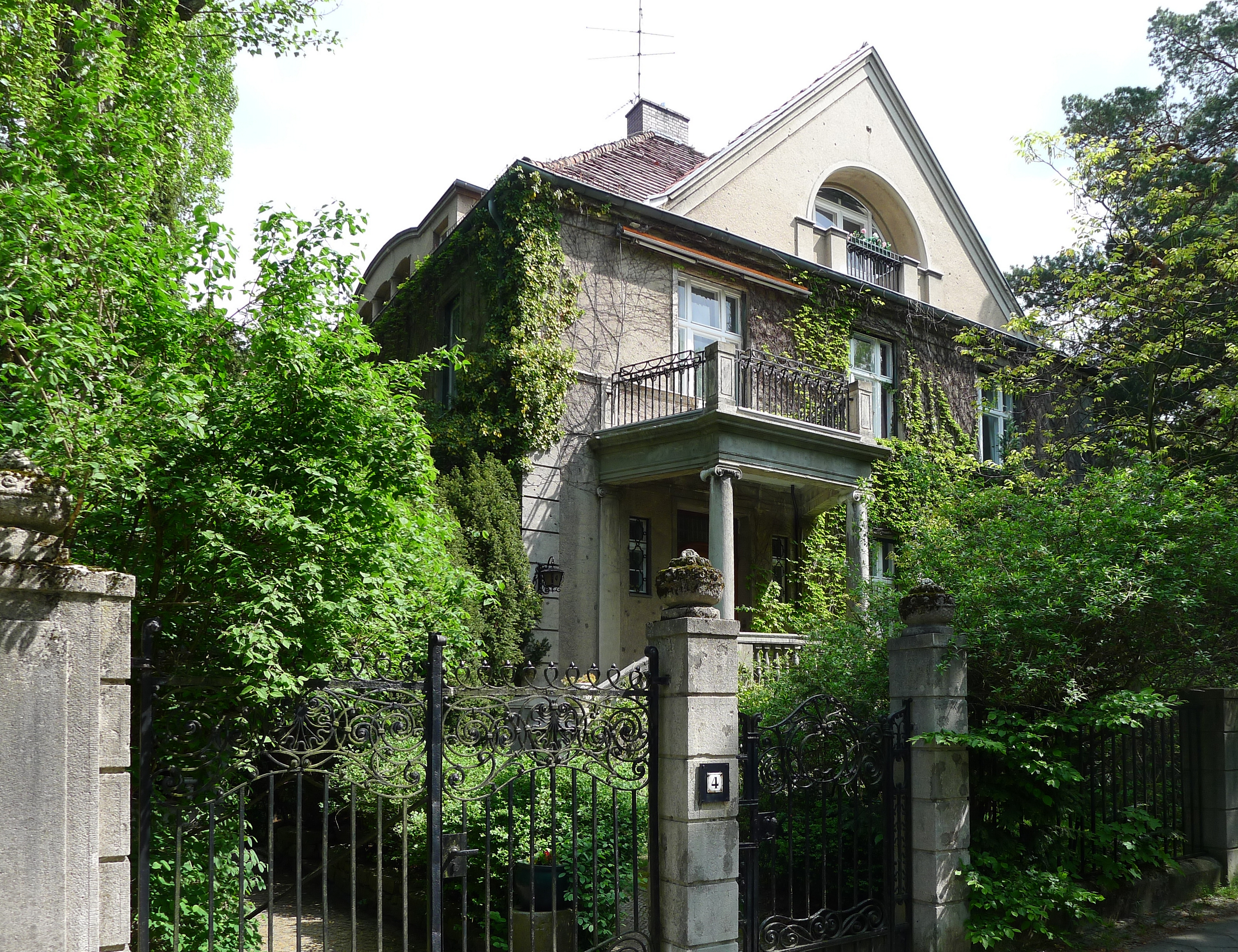
Villa Wittig, Berlin-Grunewald, 1915

Irrtümlich Sepp Kaiser zugeschrieben:
- Siedlung Stadtheide, Potsdam (1919–1923, Heinrich Kaiser und Willy Wagenknecht)
- Siedlung Harlinger Straße, Berlin-Wilmersdorf (1928, Heinrich Kaiser & Willy (Paul?) Wagenknecht)

### Halböffentliche und öffentliche Bauten
- Wettbewerb Kunsthaus Zürich („Schaffen und Vergleichen“, 1902); ehrenvolle Erwähnung[5][6]
- Projekt Waisenhaus Dessau (1903)
- Umbau Theater Stans (1906)
- Projekt Kurhaus Warnemünde („Meerschaum“, 1909)
- Hotel Hoheneck, Engelberg (1909)[7]
- Kapelle am Mettenweg, Stans (1913–1916)
- Projekt Telephon-Fabrik Fuld, Frankfurt („T.T.W.“, 1929)
- Projekt Canisius-Kirche mit Gymnasium am Lietzensee, Berlin-Charlottenburg (1930)

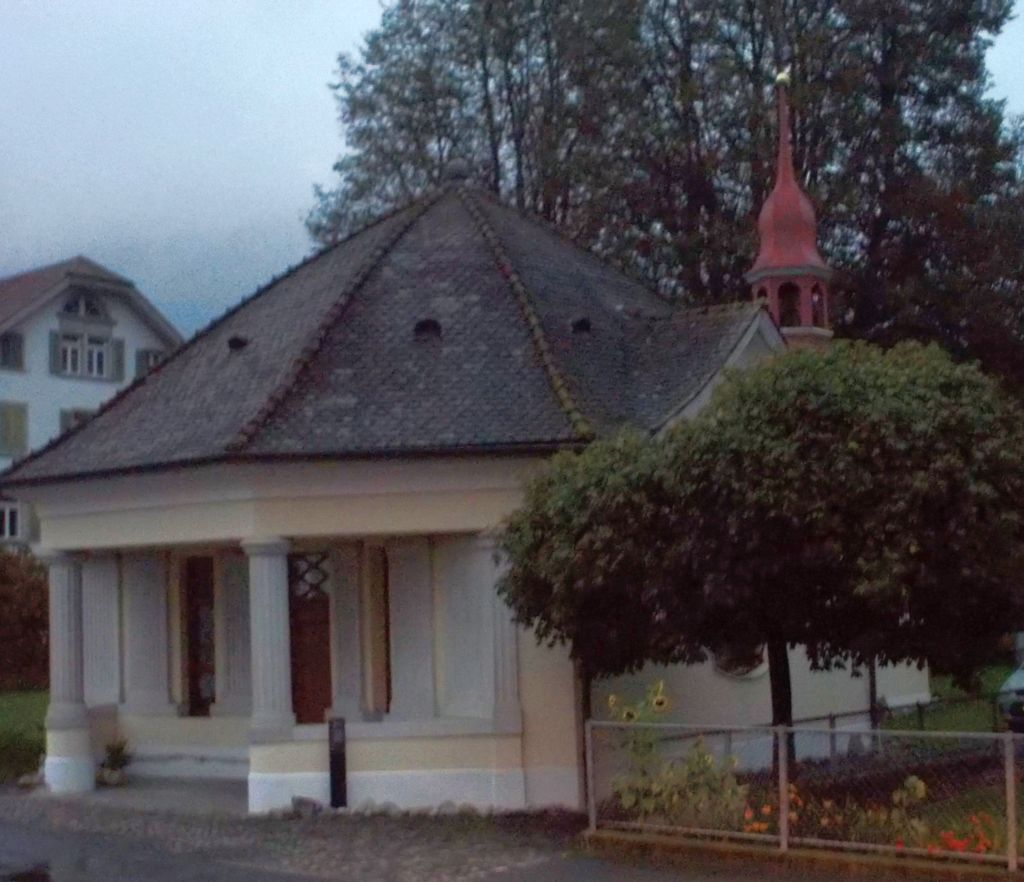
Mettenweg-Kapelle, Stans, 1913–16

### Grabstätten und Denkmale
- Entwurf für ein Kriegerdenkmal (1916)
- Familiengrabstätte Kemmann, Berlin-Wilmersdorf (1928)
- Weitere Grabmale in Berlin, Hopsten und Mettingen

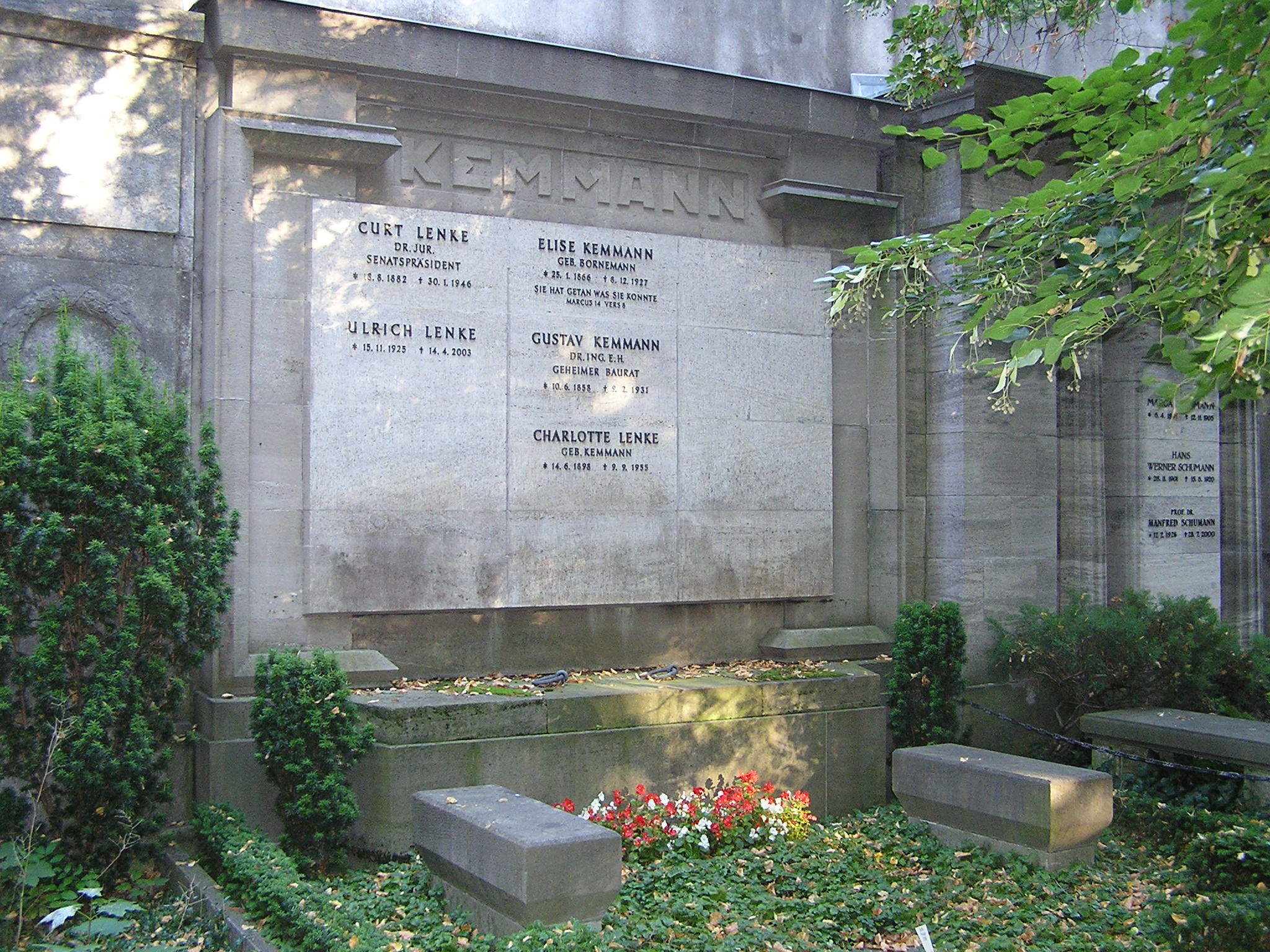
Familiengrab Kemmann auf dem Friedhof Wilmersdorf, 1928

### Ausstellungen
- 1902 Ausstellung moderner Wohnräume im Warenhaus Wertheim (Herrenzimmer)
- 1904 Grosse Berliner Kunstausstellung (Projekte Kunsthaus Zürich, Waisenhaus Dessau)
- 1905 Grosse Berliner Kunstausstellung (Sitzgruppe)[8]
- 1905 Ausstellung moderner Wohnräume im Warenhaus Wertheim (Schlafzimmer)
- 1906 Werkring-Ausstellung im Rathaus Charlottenburg (Esszimmer, Herrenzimmer)[9][10]
- 1906 Dresdner Kunstgewerbeausstellung (Herrenzimmer)
- 1908 Ausstellung moderner Wohnräume im Warenhaus Wertheim (Bibliotheksecke, Schlafzimmer, Arbeitszimmer)
- 1913 Grosse Berliner Kunstausstellung

### Bauten für den Verkehr
Für die Berliner Hochbahngesellschaft übernahm Sepp Kaiser zwischen 1902 und 1925 neben dem Chefarchitekten Alfred Grenander die Bearbeitung einzelner Spezialaufgaben:
- Kohlenhebewerk am Landwehrkanal (um 1903)
- Schwebebahnprojekt für Berlin, geplante Errichtung einer Hängebahn nach dem Vorbild der Wuppertaler Schwebebahn (1906–1908)[11]
- Probestrecke für eine Schwebebahn in der Brunnenstraße (zusammen mit Grenander und Bruno Möhring, 1908)[12]
- Kreuzungsbahnhof Gleisdreieck (1908–1912)
- Betriebsbahnhof Grunewald (1911–1913)
- Vorgängerbau des heutigen U-Bahnhofs Olympia-Stadion (1911–13)
- Projekt für die Überbrückung der Dennewitzstraße (um 1914, Portal um 1917 realisiert, Brücke 1925–26 durch Grenander)
- Projekt zu einem Straßendurchbruch an der Gruner-/Klosterstraße (um 1914)
- Umformerwerk Luckenwalder Straße (1924–25)

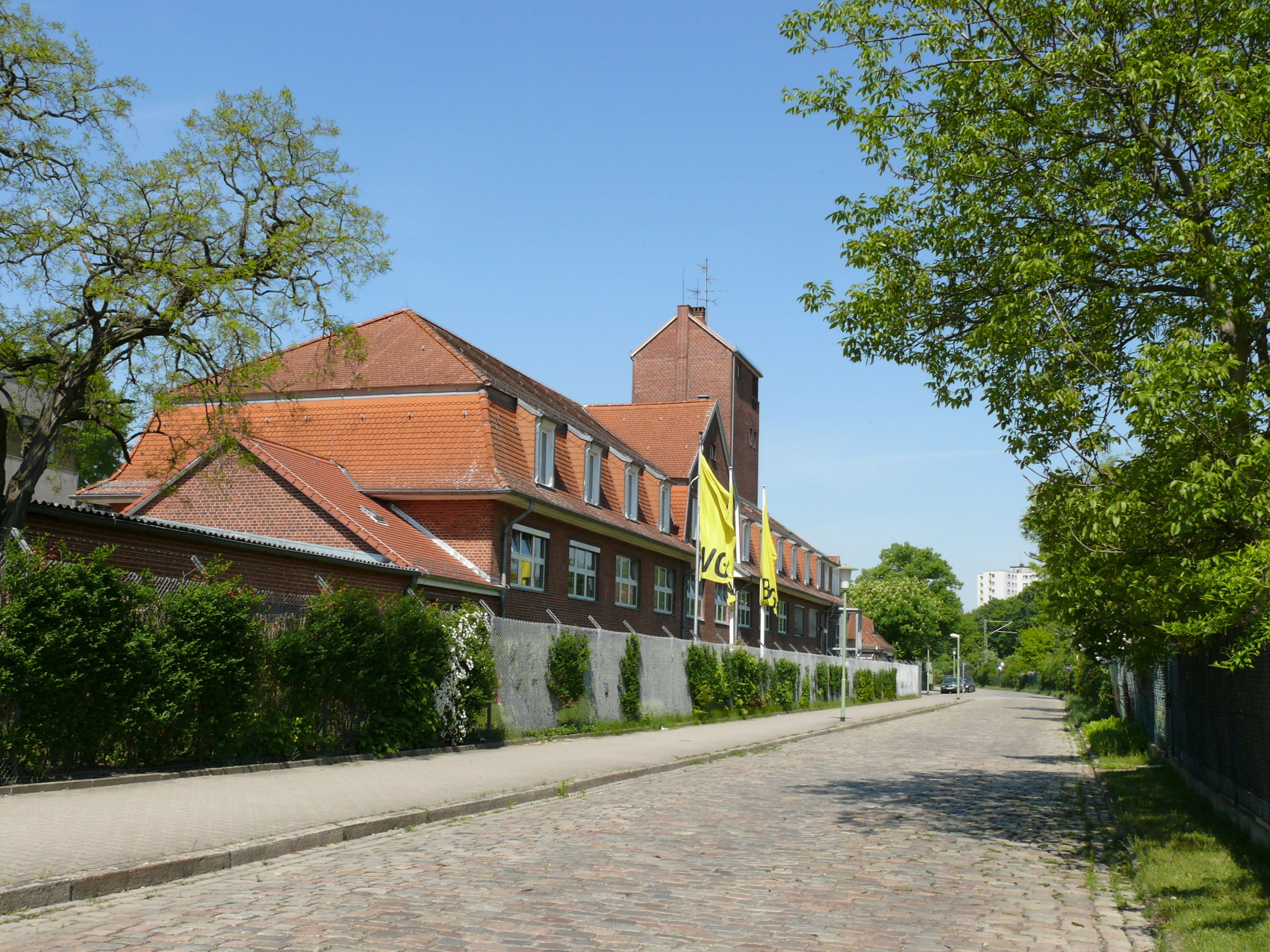
U-Bahn-Werkstatt Grunewald, 1911–13
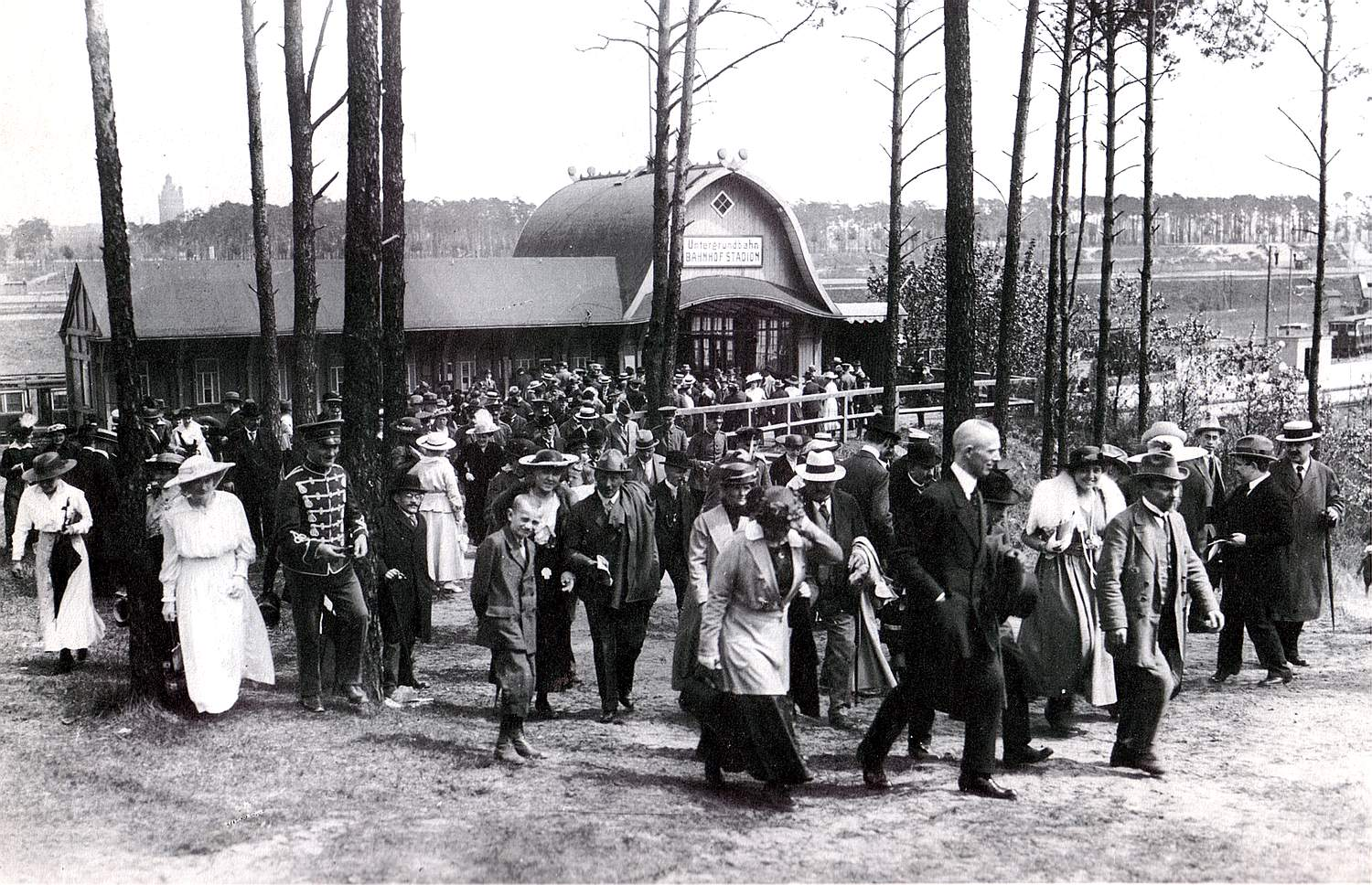
U-Bahnhof Stadion, 1913
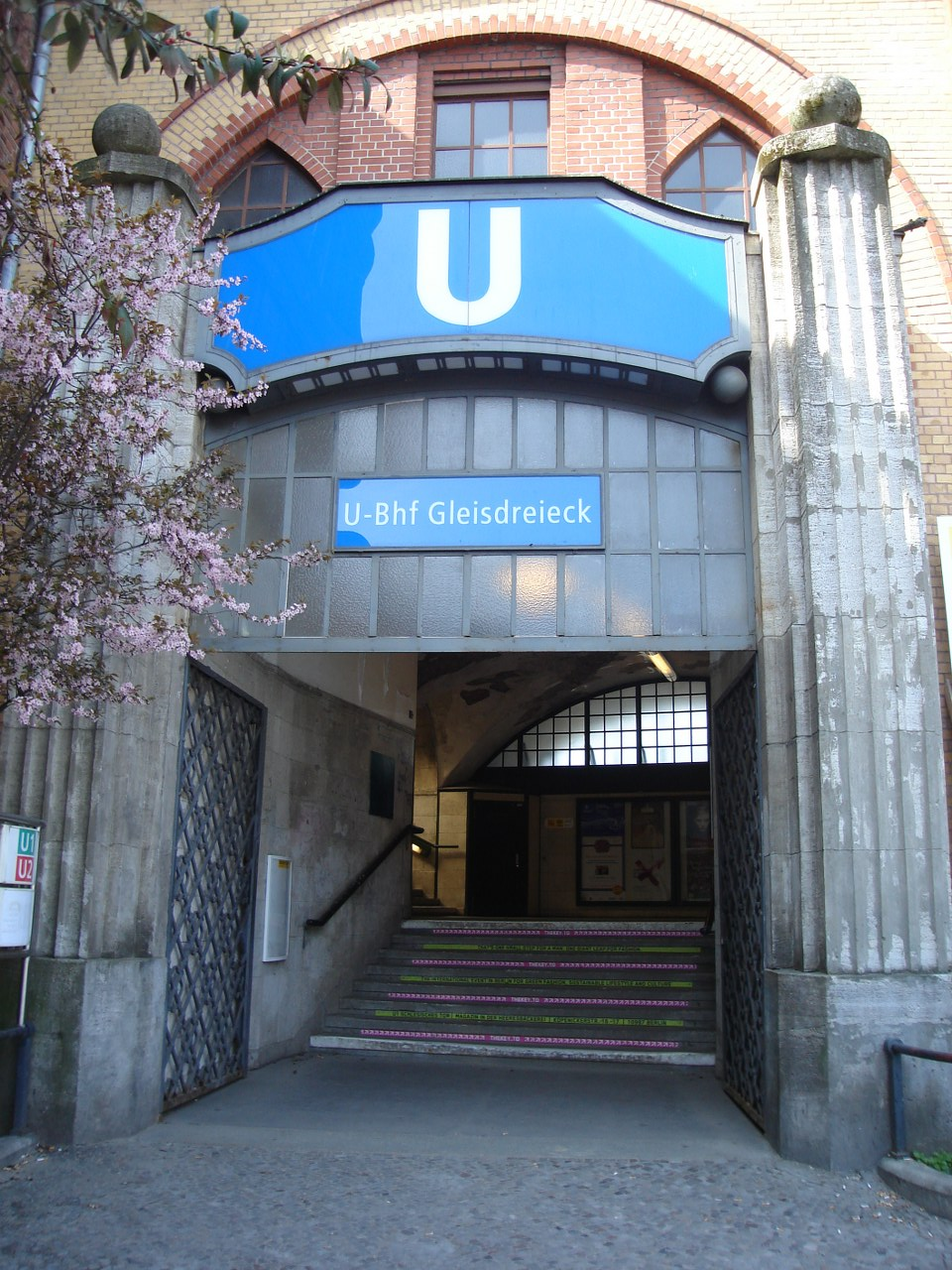
Eingang U-Bahnhof Gleisdreieck, 1913
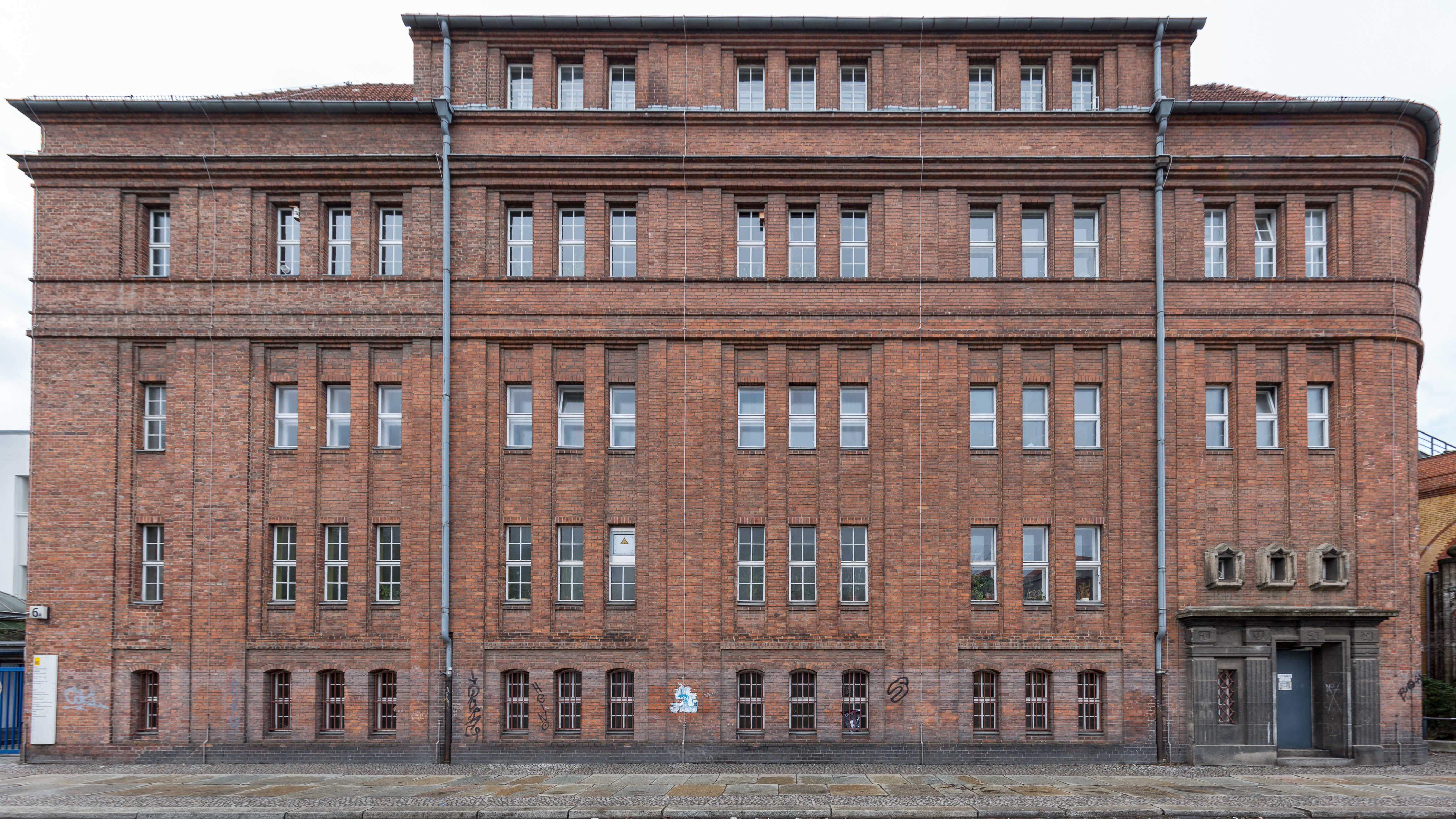
Umformerwerk Gleisdreieck, 1925

### Bauten für den Handel
Um- und Neubauten der Geschäftshäuser von C&A Deutschland, ab 1933 betreut durch Karl Fezer:
- Berlin-Mitte, Ecke König-/Neue Friedrichstraße (1911, mehrfach umgebaut, Neubauprojekt 1927)
- Berlin-Mitte, Ecke Chaussee-/Invalidenstraße (1912)
- Hamburg, Mönckebergstraße (1913)
- Köln (1914, Breite Straße, Neubau Schildergaße 1928)
- Essen (1914 Limbecker Straße, Neubau Kettwiger Straße 1934)
- Berlin-Friedrichshain, Damenkleiderfabrik Cunda (seit 1921)
- Hamburg-Altona, Große Bergstraße (1925)
- C & A (Hannover) in der Georgstraße (1925)
- Berlin-Kreuzberg, Oranienstraße (1925)
- Düsseldorf, Schadowstraße (Neubau 1926)
- Dortmund, Ostenhellweg (Neubau 1929)
- Magdeburg, Breiter Weg 109 (Neubau 1929), Anbau Wohnhaus (1937)
- Berlin-Friedrichshain, Herrenkleiderfabrik Herfa (seit 1929)
- Duisburg, Münzstraße (1930)
- Frankfurt, Zeil (Neubau 1930)
- Wuppertal-Barmen, Werth (1930)
- Bremen, Am Brill (1930)
- Breslau, Ecke Ohlauer-/Altbüßerstraße (Neubau 1931)
- Berlin-Charlottenburg, Ecke Wilmersdorfer-/Krumme Straße (Neubau 1932)
- Wuppertal-Elberfeld, Herzogstraße (1936)
- Hamburg-Barmbek, Hamburger Straße (1938)
- Leipzig, Merkurhaus, Markgrafenstraße (Neubau 1936–37)
- Berlin-Mitte, Gontardstraße, Bürohaus mit C&A Hauptverwaltung (Neubau 1936–38)

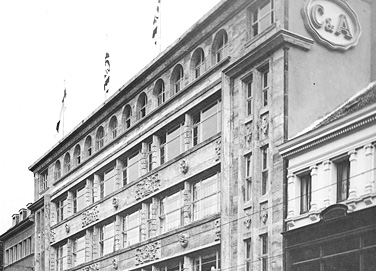
C&A Düsseldorf, 1926
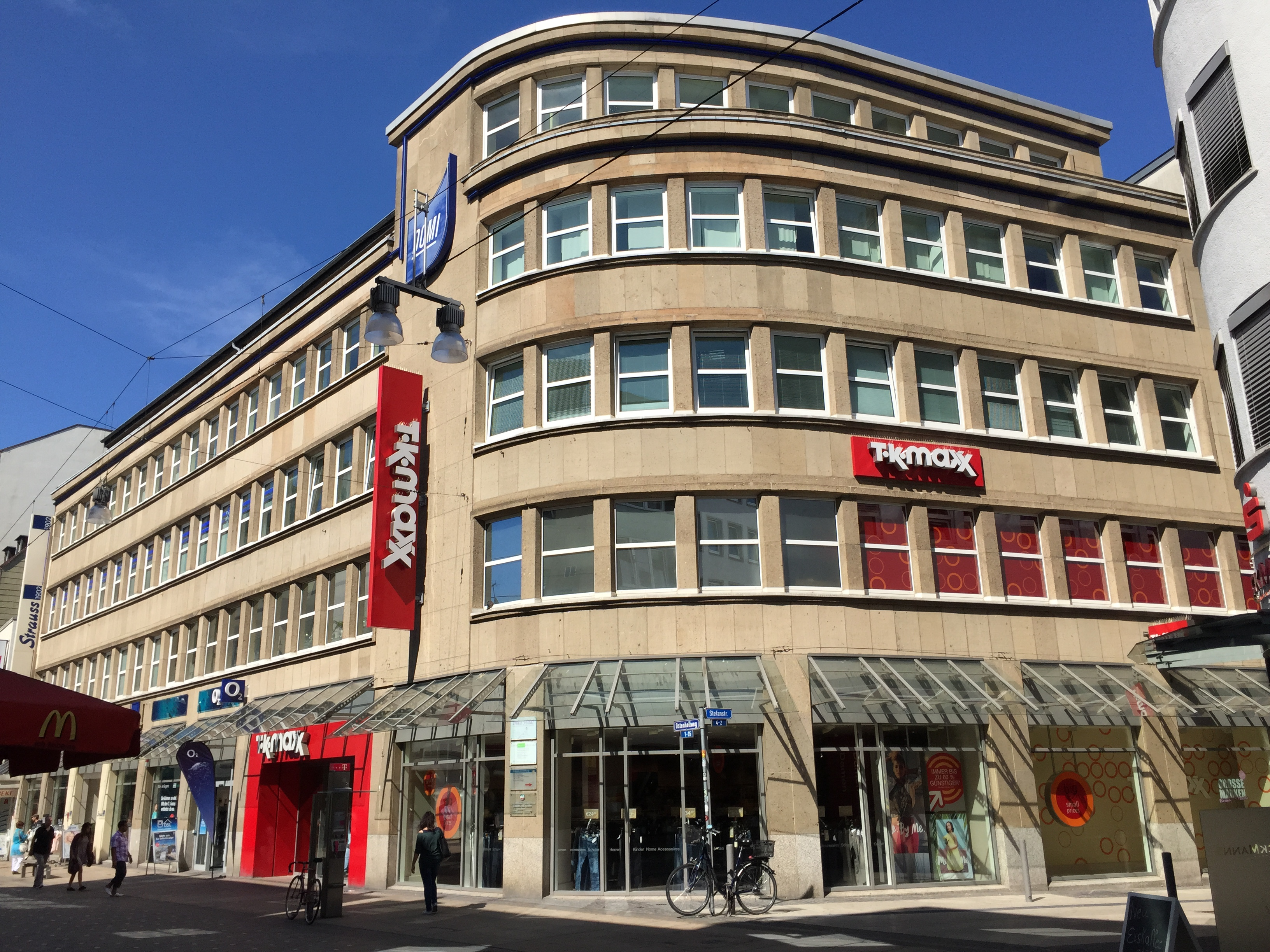
Ehem. C&A Dortmund, 1929
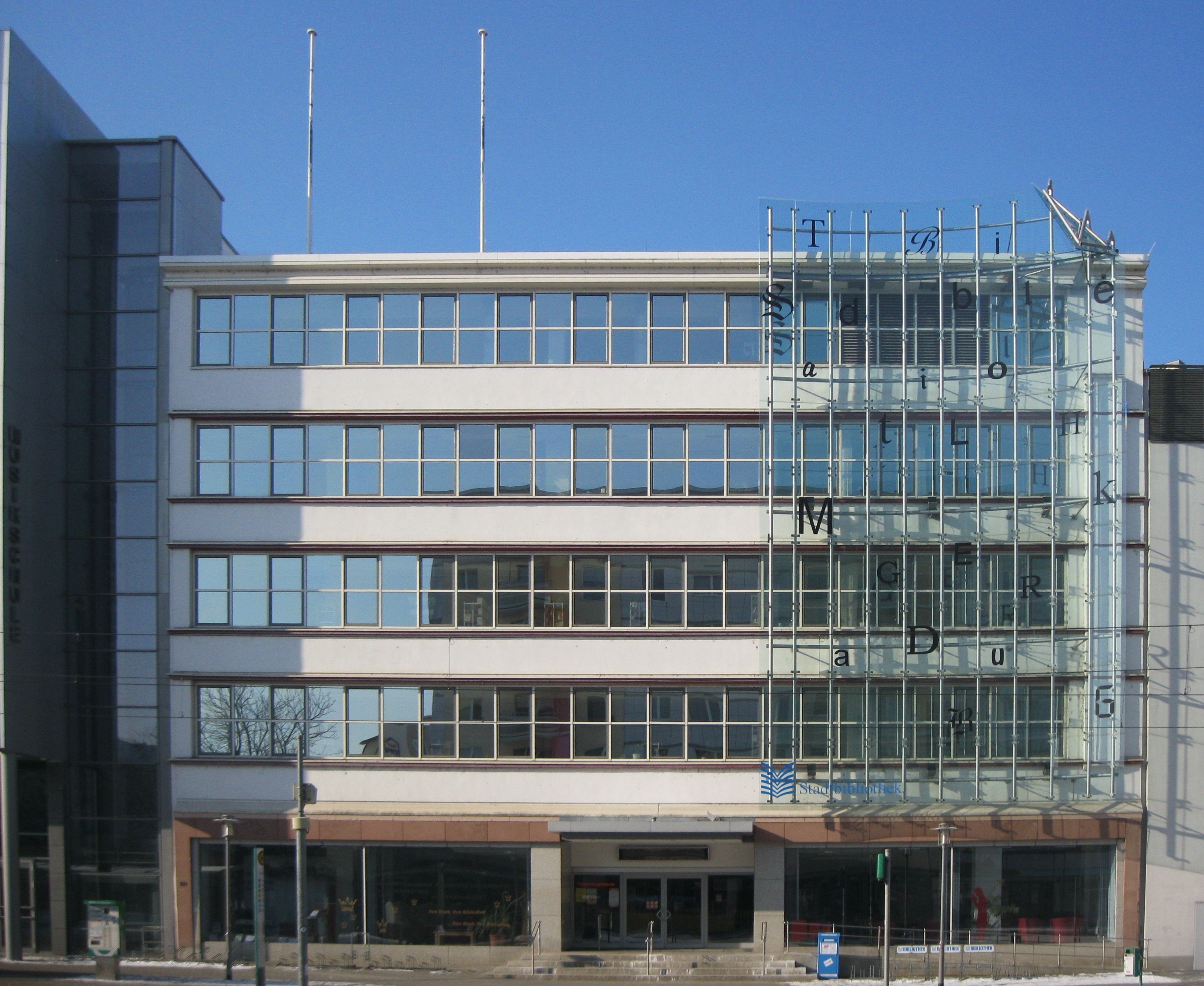
Ehem. C&A Magdeburg, 1929
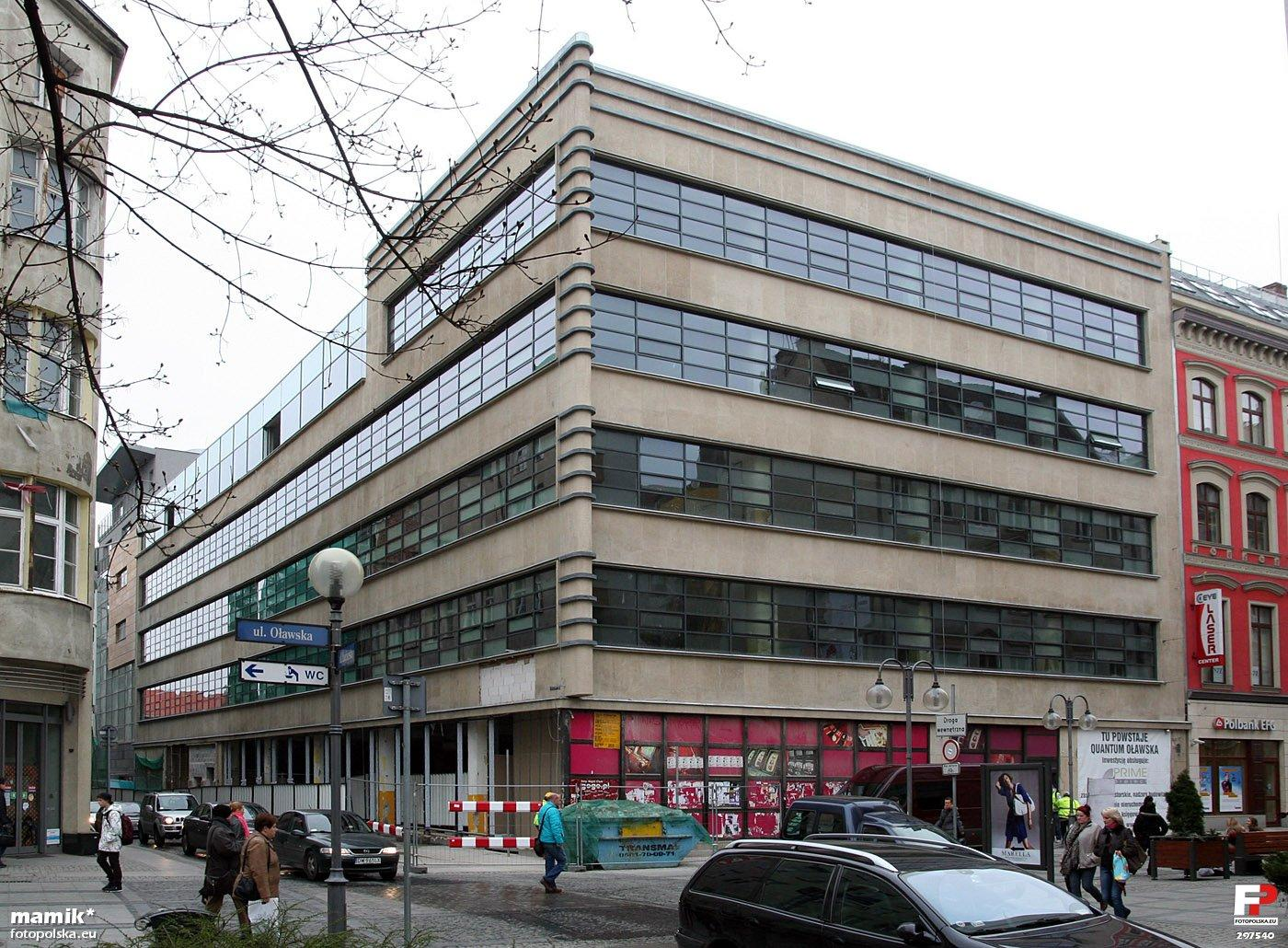
Ehem. C&A Breslau, 1930–31
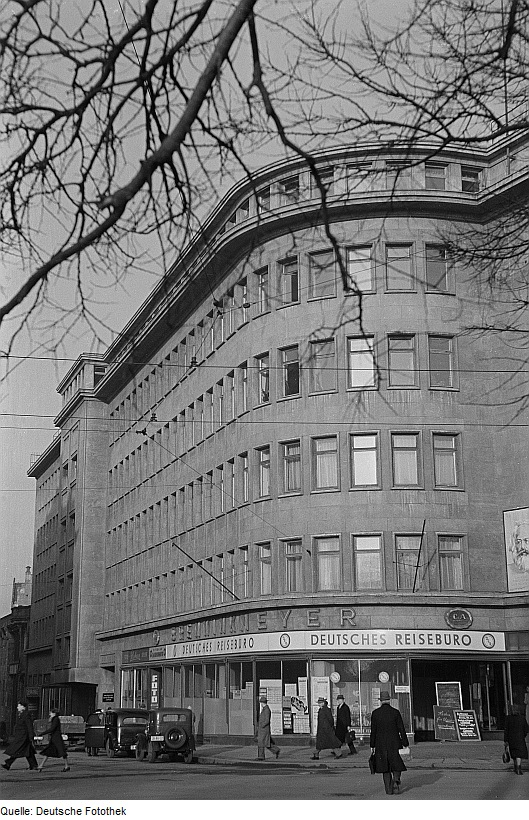
Merkurhaus Leipzig, 1936–37

Weitere nicht realisierte Vorhaben:
- Königsberg
- Dresden, Seestraße (um 1936)
- Chemnitz

Für C&A Holland (übernommen durch Arch. Kasper Sickler, Amsterdam):
- Rotterdam, Ecke Hoogstraat/Korte Hoogstraat (Umbau, 1931)
- Rotterdam, Ecke Hoogstraat/Moriaansplein (Um-/Neubau, 1931)
- Den Haag, Groote Marktstraat (Neubau 1932)

Für C&A Holland (übernommen durch Arch. Willem Hopmans und Ing. Karel Bouman)
- ’s-Hertogenbosch, Markt (Neubau 1932–33)

Für C&A England (übernommen durch Arch. North, Robin & Wilsdon):
- London, Peckham, Rye Lane (Neubau, 1930)